# 吉野マリ
吉野 マリ（よしの マリ、9月19日 - ）は、日本の漫画家。血液型A型、札幌市在住。

## 作品リスト
- 太陽と月のあいだで（1998年7月発行、ISBN 4-06-341028-5）
同時収録
「校庭のおとぎ話」
「心の鍵-きみを守りたい-」
- 恋する楽園（1999年6月発行、ISBN 4-06-341053-6）
同時収録
「サワー・グレイプス」
- 永遠に咲く花（1999年12月発行、ISBN 4-06-341070-6）
同時収録
「恋しくて この胸の情熱」
「キスの味 密の味」
- ディープ・ブルー（2000年5月発行、ISBN 4-06-341086-2）
同時収録
「最上階で抱きしめて」
- 君という名の海を泳いで（2001年12月13日発行、ISBN 4-06-341150-8）
収録作品
「君という名の海を泳いで」（『ザ デザート』2001年10月号掲載）
本気で人を好きになったことがなく、友達からも「冷めている」と言われる女子高生の沙羅は、電車の中で痴漢から助けてくれた知温（ともあつ）というサラリーマンのことを好きになってしまう。だが、知温には妻子がいた。自分の望みが叶わないと認識すればするほど、沙羅は欲深くなっていく。
「愛のかけらを探して」（「ディープ・ブルー」続編、『ザ デザート』2000年8月号掲載）
病弱だった母は、父の反対を押し切って自分を産んだせいで死んだ。そのせいか、父は愛する妻を奪った息子・芳（かおる）に無関心だった。芳が小学生のある日、父は奈々美という女性と再婚する。奈々美と触れ合い、初めて人の温かさを感じた芳は、次第に奈々美を女性として好きになり始める。
- コイシイヒト。（2002年11月9日発行、ISBN 4-06-341192-3）
収録作品
「コイシイヒト。」（『ザ デザート』2002年10月号掲載）
「彼と私の事情」（『デザート』2001年2月号掲載）
「無敵な彼女 〜はじめてはゆずれない〜（『デザート』2000年12月号掲載）
- はちみつ少年（2003年5月13日発行、ISBN 4-06-365219-X）
『デザート』2002年6月号・7月号、2003年2月号・4月号掲載
- 籠の鳥（2004年1月13日発行、ISBN 4-06-365252-1）
「籠の鳥 -ドメスティック・バイオレンス-」のタイトルで『デザート』2003年10月号 - 2004年1月号連載
- りっちゃん（2004年10月13日発行、ISBN 4-06-365292-0）
『ザ デザート』2004年4月号・10月号掲載
- Hug!（2005年7月13日発行、ISBN 4-06-365332-3）
『デザート』2005年1月号・『ザ デザート』2005年7月号掲載
- ラブ♥マニアック（2006年5月12日発行、ISBN 4-06-365383-8）
収録作品
「オトメな王子様」（『デザート』2005年11月号掲載）
「ワガママな王子様」（『デザート』2006年1月号掲載）
「マニアな王子様」（『デザート』2006年3月号掲載）
「オクテな王子様」（『デザート』2006年5月号掲載）
- 月のなみだ（2006年11月13日発行、ISBN 4-06-365422-2）
収録作品
「月のなみだ」（『ザ デザート』2006年11月号掲載）
「さくらの花、咲く頃に。」（『ザ デザート』2005年7月号掲載）
- 桃色ヘヴン!（全13巻、2007年 - 2013年）
  - 同項を参照。
- ビューティー・バニィ[1]（全8巻、2013年 - 2016年）
『デザート』2013年5月号 - 2016年7月号連載
  1. 2013年8月12日発売、ISBN 978-4-06-365743-2
  2. 2014年1月10日発売、ISBN 978-4-06-365757-9
  3. 2014年6月13日発売、ISBN 978-4-06-365771-5
  4. 2014年11月13日発売、ISBN 978-4-06-365791-3
  5. 2015年4月13日発売、ISBN 978-4-06-365812-5
  6. 2015年9月11日発売、ISBN 978-4-06-365831-6
  7. 2016年2月12日発売、ISBN 978-4-06-365852-1
  8. 2016年8月12日発売、ISBN 978-4-06-365875-0
- メイド・イン・ハニー[2]（全6巻、2017年 - 2019年）
『デザート』2017年5月号 - 2019年12月号連載
  1. 2017年8月10日発売、ISBN 978-4-06-365921-4
  2. 2018年2月13日発売、ISBN 978-4-06-510912-0
  3. 2018年8月9日発売、ISBN 978-4-06-512504-5
  4. 2019年1月11日発売、ISBN 978-4-06-514147-2
  5. 2019年6月13日発売、ISBN 978-4-06-516035-0
  6. 2019年12月13日発売、ISBN 978-4-06-518059-4
- 三度のメシと、アレが好き。（全3巻、2020年 - 2021年）
『姉フレンド』2020年46号[3] - 2021年60号
  1. 2021年5月13日発売[4]、ISBN 978-4-06-523332-0
  2. 2021年10月13日発売[5]、ISBN 978-4-06-525160-7
  3. 2022年1月13日発売[6]、ISBN 978-4-06-526531-4